# The Winter Tree (album)
The Winter Tree is het debuutalbum van de gelijknamige band. De leider van de band Andrew Laitres bleek even later al eerder muziek uitgebracht te hebben onder de bandnaam Magus. Hij koos voor een herstart van die band onder een nieuwe naam, die herleid kan worden tot de track The winter tree van Renaissance. De muziek verschilde niet zoveel van die van Magus, een teruggrijpen naar de progressieve rock van de jaren ’70 van de 20e eeuw. Deb Bond speelde voorheen ook bij Magus maar dan onder de naam Debbie Moore. Andrew Robinson van Magus had inmiddels zijn eigen naam weer aangenomen: Andrew Laitres.

## Musici
- Deb Bond -  toetsinstrumenten
- Mark Bond – zang, gitaar
- Andrew Laitres – zang, gitaar, basgitaar, toetsinstrumenten, elektronica

met
- Charlie Schneeweis - trompet (track 10)

## Muziek
Tekst en muziek van Andrew Laitres tenzij anders vermeld.

| Nr. | Titel | Duur |
| --- | --- | ---- |
| 1.  | Voices from a lost age                                                                                               | 1:53 |
| 2.  | Babylon (tekst: Ralph Hodgson)                                                                                       | 4:38 |
| 3.  | Guardian angel | 4:36 |
| 4.  | Fading shadows | 0:41 |
| 5.  | In may (tekst: William Henry Davies)                                                                                 | 3:24 |
| 6.  | Now that you’ve flown                                                                                                | 4:41 |
| 7.  | A twilight in middle march (tekst: Francis Ledwidge)                                                                 | 3:22 |
| 8.  | The other | 3:42 |
| 9.  | The three hills (tekst: J.C. Squire)                                                                                 | 2:26 |
| 10. | Stranger | 3:48 |
| 11. | The adventures of Prince Caspian (1.Under a Narnian Sea, 2. To the end of the World, 3. Voyage of the Dream Theater) | 6:53 |